# Premis Oscar de 1986
Els Premis Oscar de 1986 (en anglès: 59th Academy Awards) foren presentats el dia 30 de març de 1987 en una cerimònia realitzada al Dorothy Chandler Pavilion de Los Angeles.
En aquesta edició actuaren de presentadors els actors Chevy Chase, Paul Hogan i Goldie Hawn. Per Chase i Hogan fou la primera vegada que presentaren la gala, sent la segona ocasió per Goldie Hawn.

## Curiositats
Les pel·lícules més nominades de la nit foren Platoon d'Oliver Stone i Una habitació amb vista de James Ivory amb vuit nominacions. La pel·lícula guanyadora fou Platoon amb quatre premis, entre ells millor pel·lícula i direcció. Una habitació amb vista amb vista guanyà tres premis, els mateixos que Hannah i les seves germanes de Woody Allen.
Marlee Matlin aconseguí l'Oscar a millor actriu pel seu paper a Fills d'un déu menor de Randa Haines, sent la primera actriu sord-muda en fer-ho. Paul Newman aconseguí el premi a millor actor per la seva interpretació a El color dels diners de Martin Scorsese, continuant el personatge de Fast Eddie Felson que ja havia interpretat a El vividor de Robert Rossen l'any 1961.

## Premis
A continuació es mostren les pel·lícules que varen guanyar i que estigueren nominats a l'Oscar l'any 1986:
| Millor pel·lícula | Millor direcció |
| --- | --- |
| - Platoon (Arnold Kopelson per Hemdale Film Corporation i Orion Pictures) - Fills d'un déu menor (Burt Sugarman i Patrick J. Palmer per Paramount Pictures) - Una habitació amb vista (Ismail Merchant per Merchant Ivory Productions i Goldcrest Films) - Hannah i les seves germanes (Robert Greenhut per Charles H. Joffe Production) - La missió (Fernando Ghia i David Puttnam per Warner Bros.) | - Oliver Stone per Platoon - Woody Allen per Hannah i les seves germanes - James Ivory per Una habitació amb vista - Roland Joffé per La missió - David Lynch per Vellut blau |
| Millor actor | Millor actriu |
| - Paul Newman per El color dels diners com a "Fast Eddie" Felson - Dexter Gordon per Al voltant de mitjanit com a Dale Turner - Bob Hoskins per Mona Lisa (pel·lícula) com a George - William Hurt per Fills d'un déu menor com a James Leeds - James Woods per Salvador com a Richard Boyle | - Marlee Matlin per Fills d'un déu menor com a Sarah Norman - Jane Fonda per L'endemà al matí com a Alex Sternbergen - Sissy Spacek per Crimes of the Heart com a Babe Magrath - Kathleen Turner per Peggy Sue es va casar com a Peggy Sue Bodell - Sigourney Weaver per Aliens com a Ellen Ripley |
| Millor actor secundari | Millor actriu secundària |
| - Michael Caine per Hannah i les seves germanes com a Elliott Daniels - Tom Berenger per Platoon com a Sgt. Bob Barnes - Willem Dafoe per Platoon com a Sgt. Elias Grodin - Denholm Elliott per Una habitació amb vista com a Mr. Emerson - Dennis Hopper per Hoosiers com a Wilbur "Shooter" Flatch                                                                                                  | - Dianne Wiest per Hannah i les seves germanes com a Holly - Tess Harper com a Crimes of the Heart com a Chick Boyle - Piper Laurie com a Fills d'un déu menor com a Mrs. Norman - Mary Elizabeth Mastrantonio per El color dels diners com a Carmen - Maggie Smith per Una habitació amb vista com a Charlotte Bartlett |
| Millor guió original | Millor guió adaptat |
| - Woody Allen per Hannah i les seves germanes - Paul Hogan, Ken Shadie i John Cornell per Crocodile Dundee - Hanif Kureishi per My Beautiful Laundrette - Oliver Stone per Platoon - Oliver Stone i Rick Boyle per Salvador | - Ruth Prawer Jhabvala per Una habitació amb vista (sobre hist. d'E. M. Forster) - Hesper Anderson i Mark Medoff per Fills d'un déu menor (sobre obra de teatre de Medoff) - Richard Price per El color dels diners (sobre hist. de Walter Tevis) - Beth Henley per Crimes of the Heart (sobre obra de teatre pròpia) - Raynold Gideon i Bruce A. Evans per Compta amb mi (sobre hist. de Stephen King) |
| Millor pel·lícula de parla no anglesa | |
| - L'assalt de Fons Rademakers (Països Baixos) - 37° 2 le matin de Jean-Jacques Beineix (França) - 38 – Auch das war Wien de Wolfgang Glück (Àustria) - Le Déclin de l'empire américain de Denys Arcand (Canadà) - Vesničko má středisková de Jirí Menzel (Txecoslovàquia) | |
| Millor banda sonora | Millor cançó original |
| - Herbie Hancock per Al voltant de mitjanit - James Horner per Aliens - Jerry Goldsmith per Hoosiers - Ennio Morricone per La missió - Leonard Rosenman per Star Trek 4: Missió salvar la Terra | - Giorgio Moroder (música); Tom Whitlock (lletra) per Top Gun ("Take My Breath Away") - Henry Mancini (música); Leslie Bricusse (lletra) per Així és la vida ("Life in a Looking Glass") - Peter Cetera (música i lletra); David Foster (música); Diane Nini (lletra) per The Karate Kid, Part II ("Glory of Love") - Alan Menken (música); Howard Ashman (lletra) per La botiga dels horrors ("Mean Green Mother from Outer Space") - James Horner i Barry Mann (música); Cynthia Weil (lletra) per An American Tail ("Somewhere Out There") |
| Millor fotografia | Millor maquillatge |
| - Chris Menges per La missió - Tony Pierce-Roberts per Una habitació amb vista - Jordan Cronenweth per Peggy Sue es va casar - Robert Richardson per Platoon - Don Peterman per Star Trek 4: Missió salvar la Terra | - Chris Walas i Stephan Dupuis per La mosca - Michael George Westmore i Michèle Burke per The Clan of the Cave Bear - Rob Bottin i Peter Robb-King per Legend |
| Millor direcció artística | Millor vestuari |
| - Gianni Quaranta i Brian Ackland-Snow; Brian Savegar i Elio Altramura per Una habitació amb vista - Peter Lamont; Crispian Sallis per Aliens - Boris Leven; Karen O'Hara per El color dels diners - Stuart Wurtzel; Carol Joffe per Hannah i les seves germanes - Stuart Craig; Jack Stephens per La missió                                                                                          | - Jenny Beavan i John Bright per Una habitació amb vista - Enrico Sabbatini per La missió - Anna Anni i Maurizio Millenotti per Otello - Theadora Van Runkle per Peggy Sue es va casar - Anthony Powell per Pirates |
| Millor muntatge | Millor so |
| - Claire Simpson per Platoon - Ray Lovejoy per Aliens - Susan Morse per Hannah i les seves germanes - Jim Clark per La missió - Billy Weber per Top Gun | - John Wilkinson, Richard Rogers, Simon Kaye i Charles Grenzbach per Platoon - Graham V. Hartstone, Nicolas Le Messurier, Michael A. Carter i Roy Charman per Aliens - Les Fresholtz, Dick Alexander, Vern Poore i Bill Nelson per Heartbreak Ridge - Terry Porter, David J. Hudson, Mel Metcalfe i Gene Cantamessa per Star Trek 4: Missió salvar la Terra - Donald O. Mitchell, Kevin O'Connell, Rick Kline i William B. Kaplan per Top Gun                                                                                                 |
| Millors efectes visuals | Millors efectes sonors |
| - Robert Skotak, Stan Winston, John Richardson i Suzanne M. Benson per Aliens - Lyle Conway, Bran Ferren i Martin Gutteridge per La botiga dels horrors - Richard Edlund, John Bruno, Garry Waller i William Neil per Poltergeist II: The Other Side | - Don Sharpe per Aliens - Mark Mangini per Star Trek 4: Missió salvar la Terra - Cecelia Hall i George Watters II per Top Gun |
| Millor documental | Millor curtmetratge documental |
| - Artie Shaw: Time Is All You've Got de Brigitte Berman - Down and Out in America de Joseph Feury i Milton Justice - Chile: Hasta Cuando? de David Bradbury - Isaac in America: A Journey with Isaac Bashevis Singer de Kirk Simon i Amram Nowak - Witness to Apartheid de Sharon I. Sopher | - Women – for America, for the World de Vivienne Verdon-Roe - Debonair Dancers d'Alison Nigh-Strelich - The Masters of Disaster de Sonya Friedman - Red Grooms: Sunflower in a Hothouse de Thomas L. Neff i Madeline Bell - Sam d'Aaron D. Weisblatt |
| Millor curtmetratge | Millor curtmetratge d'animació |
| - Precious Images de Chuck Workman - Exit de Stefano Reali i Pino Quartullo - Love Struck de Fredda Weiss | - A Greek Tragedy de Linda Van Tulden i Willem Thijssen - The Frog, the Dog and the Devil de Bob Stenhouse - Luxo Jr. de John Lasseter i William Reeves |

## Premi Honorífic
- Ralph Bellamy - pel seu singular art i el seu distingit servei a la professió d'actor. [estatueta]

## Premi Irving G. Thalberg
- Steven Spielberg

## Presentadors
| Nom                                    |                                       |
| -------------------------------------- | ------------------------------------- |
| Hank Simms                             | Anunciador dels premis                |
| Chiranjeevi                            | Hoste d'honor                         |
| Robert Wise (president AMPAS)          | Obertura i benvinguda                 |
| Shirley MacLaine                       | Millor guió original i adaptat        |
| Marlee Matlin                          | Millor so                             |
| Don Ameche Anjelica Huston             | Millor actriu secundària              |
| Chevy Chase                            | Millors efectes de so                 |
| Lauren Bacall                          | Millor vestuari                       |
| Christopher Reeve Isabella Rossellini  | Millor direcció artística             |
| Jennifer Jones                         | Millor fotografia                     |
| Helena Bonham Carter Matthew Broderick | Millor curtmetratge documental        |
| Richard Dreyfuss                       | Premi Irving G. Thalberg              |
| Leonard Nimoy William Shatner          | Millors rfectes visuals               |
| Oprah Winfrey                          | Millor documental                     |
| Jeff Bridges Sigourney Weaver          | Millor actor secundari                |
| Bernadette Peters                      | Millor cançó                          |
| Bette Midler                           | Millor música                         |
| Tom Hanks Bugs Bunny                   | Millor curtmetratge d'animació        |
| Rodney Dangerfield                     | Millor maquillatge                    |
| Sônia Braga Michael Douglas            | Millor curtmetratge                   |
| William Hurt                           | Millor actriu                         |
| Molly Ringwald                         | Millor muntatge                       |
| Anthony Quinn                          | Millor pel·lícula de parla no anglesa |
| Karl Malden                            | Premi Honorífic                       |
| Elizabeth Taylor                       | Millor direcció                       |
| Bette Davis                            | Millor actor                          |
| Dustin Hoffman                         | Millor pel·lícula                     |

### Actuacions
| Nom                                                    | Paper                        | Peça                                                           |
| ------------------------------------------------------ | ---------------------------- | -------------------------------------------------------------- |
| Lionel Newman                                          | Arranjador musical Conductor | Orquestra                                                      |
| Cor de l'Acadèmia Dom DeLuise Pat Morita Telly Savalas | Interpreten                  | "Fugue for Tinhorns" de Guys and Dolls                         |
| Bernadette Peters                                      | Interpreta                   | Breu introducció a les cançons nominades                       |
| Natalie Cole James Ingram                              | Interpreten                  | "Somewhere Out There" de An American Tail                      |
| Peter Cetera                                           | Interpreta                   | "Glory of Love" de The Karate Kid, Part II                     |
| Melba Moore Lou Rawls                                  | Interpreten                  | "Take My Breath Away" de Top Gun                               |
| Tony Bennett                                           | Interpreta                   | "Life in a Looking Glass" de Així és la vida                   |
| Levi Stubbs                                            | Interpreta                   | "Mean Green Mother from Outer Space" de La botiga dels horrors |
| Cor de l'Acadèmia                                      | Interpreta                   | "Fugue for Tinhorns"                                           |

## Múltiples nominacions i premis
| Premis | Pel·lícula                          |
| ------ | ----------------------------------- |
| 8      | Platoon                             |
| 8      | Una habitació amb vista             |
| 7      | Aliens                              |
| 7      | Hannah i les seves germanes         |
| 7      | La missió                           |
| 5      | Fills d'un déu menor                |
| 4      | El color dels diners                |
| 4      | Star Trek 4: Missió salvar la Terra |
| 4      | Top Gun                             |
| 3      | Crimes of the Heart                 |
| 3      | Peggy Sue es va casar               |
| 2      | Hoosiers                            |
| 2      | La botiga dels horrors              |
| 2      | Salvador                            |
| 2      | Al voltant de mitjanit              |

| Premis | Pel·lícula                  |
| ------ | --------------------------- |
| 4      | Platoon                     |
| 3      | Una habitació amb vista     |
| 3      | Hannah i les seves germanes |
| 2      | Aliens                      |